# فرح خان علی
فرح خان علی (انگلیسی: Farah Khan Ali؛ زادهٔ ۲۸ دسامبر ۱۹۶۹) گوهرشناس و طراح جواهرات اهل هند است. او چهار مرتبه موفق به کسب جوایز مختلف در هند برای طراحی جواهرت شده‌است. او فرزند زوج بازیگر هندی به نام سندی و زرین خان است. فرح خان علی سعی کرد فیلم های تبلیغاتی را برای طراحی داخلی و تلویزیون تولید کند.